# Груда (Конавле)
42°31′ пн. ш. 18°22′ сх. д. / 42.51° пн. ш. 18.36° сх. д.
Груда (хорв. Gruda) — населений пункт у Хорватії, у Дубровницько-Неретванській жупанії у складі громади Конавле.

## Населення
Населення за даними перепису 2011 року становило 741 осіб.
Динаміка чисельності населення поселення: